# NGC 558
NGC 558 è una piccola galassia ellittica vista di taglio situata nella costellazione della Balena a una distanza di circa 224 milioni di anni luce dalla nostra Via Lattea.

## Descrizione
Questa galassia è generalmente considerata come ellittica, ma la sua forma molto allungata la potrebbe anche far considerare come lenticolare e quindi classificare come E/S0 o E5+? invece di E5.
Data la sua luminosità superficiale pari a 11,56, NGC 558 può essere considerata una galassia a elevata luminosità superficiale.
La designazione DRCG 7-5 è stata utilizzata da Wolfgang Steinicke per indicare che questa galassia figura nel catalogo degli ammassi galattici di Alan Dressler. I numeri 7 e 5 indicano rispettivamente che si tratta del 7º ammasso (Abell 194) e della 5ª galassia di questa lista.
Questa galassia è designata Abell 194:[D80] 5 dal database NASA/IPAC.

## Scoperta
NGC 558 è stata scoperta il 1 febbraio 1864 dall'astronomo tedesco Heinrich d'Arrest.